# Anne Clough
Pour les articles homonymes, voir Clough.
Anne Jemima Clough, née le 20 janvier 1820 à Liverpool et morte le 27 février 1892, à Cambridge. Elle est la première principale du Newnham College, collège pour femmes de l'université de Cambridge. 

## Biographie
Anne Clough est la fille de James Butler Clough, négociant de coton à Liverpool et d'origine galloise, et d'Anne Perfect, fille d'un banquier du Yorkshire. Elle est la sœur cadette du poète Arthur Hugh Clough. Sa famille réside à Charleston, en Caroline du Nord, de 1822 à 1836, pour le travail de son père, puis se réinstalle à Liverpool. Anne Clough est élevée à la maison, par sa mère, puis elle apporte son aide à l'école locale de Liverpool et à l'école du dimanche. Les revers de fortune de son père en 1841 l'obligent à travailler, et elle constitue une petite école pour filles. En 1849, elle se forme durant quelques mois, dans cette perspective, en réalisant des stages d'observation à Londres. Elle reprend ses activités d'enseignement, d'abord à Liverpool, puis dans le Lake District, près d'Ambleside, où sa famille s'installe en 1852. Elle a notamment pour élève Mary Augusta Ward. Son école, mixte pour les élèves jusqu'à l'âge de 11 ans, puis réservée aux filles au-delà, de 11 à 16 ans, accueille bientôt jusqu'à trente élèves. La mort de sa mère en 1860, et particulièrement en novembre 1861, celle de son frère Arthur, qui laisse une femme et trois enfants, viennent modifier son existence. Elle vient vivre avec sa belle-sœur à Londres, pour l'aider à élever ses enfants, notamment Blanche Athena Clough qui sera, elle aussi, principale du Newnham College. Elle propose de combiner un enseignement scolaire dans un établissement ou à domicile, avec des séries de conférences, proposées par des experts dans leur domaine. Elle participe à la création du North of England Council for Promoting the Higher Education of Women (en) en 1867, avec Elizabeth Wolstenholme et Lucy Wilson. Ce conseil regroupe des associations de cinq villes, Liverpool, Manchester, Sheffield, Leeds et Newcastle, et l'un des premiers conférenciers est James Stuart, de Trinity College, qui donne une série de cours d’astronomie. 
En 1871, le philosophe Henry Sidgwick la sollicite pour qu'elle prenne en charge à Cambridge une maison qu'il vient de fonder, destinée à accueillir des étudiantes venues assister aux cours récemment créés à leur intention. La maison compte alors cinq pensionnaires, puis rapidement, leur nombre augmente, nécessitant la location de deux nouvelles maisons. En octobre 1873, Anne Glough acquiert un terrain pour la construction d'un bâtiment, et crée une association, la Newnham Hall Company, pour collecter des fonds. En octobre 1875, un premier bâtiment accueille les étudiantes, bientôt suivi par de nouvelles constructions puis, en 1879, l'association organisatrice des cours pour les étudiantes et la Newnham Hall Company créent une nouvelle association, chargée de l'enseignement, des conférences et de bourses d'études. Anne Clough doit assurer les financements, gérer les relations avec le Girton College, l'autre collège pour femmes de Cambridge, et plus généralement avec les autres collèges de Cambridge. 
Le collège Newnham, à la différence de Girton, ne revendique pas de prime abord l'accès aux diplômes universitaires de Cambridge pour ses étudiantes. Cependant, en 1889, Anne Clough exprime clairement ses objectifs : ouvrir les femmes à de nouvelles possibilités de carrières professionnelles et à des perspectives de vie plus globales.
Anne Clough devient la première principale de l'établissement, qui prend le nom de Newnham College, en coordination avec Henry Sidgwick et son épouse, Eleanor Mildred Sidgwick, qui lui succède comme principale à sa mort, en 1892. Le troisième hall du collège est inauguré en 1887, en présence du prince de Galles et du Premier ministre, Lord Salisbury, oncle d'Eleanor Sidgwick.
Elle meurt à Newnham, et est enterrée à Grantchester, après un service religieux dans la chapelle de King's College.

## Famille
Elle est la sœur du poète anglais Arthur Hugh Clough. 